# Campeonato de Portugal 1930
Devátý ročník Campeonato de Portugal (portugalského fotbalového poháru) se konal od 30. března
 1. června 1930.
Trofej získal poprvé v klubové historii SL Benfica, které ve finále porazilo FC Barreirense 3:1 v prodloužení.